# Jean Larcena
Jean Larcena est un poète et un aquarelliste français, né à Sens (Yonne) le 10 mars 1901 et mort à Paris le 29 janvier 1967.

## Biographie
A publié, dès son adolescence, des poèmes, d'abord inspirés de ses maîtres. Il s'affranchit ensuite des modèles et affirme son propre style. L'inspiration catholique est très présente tout au long de sa production. Ses vers sont agréables et techniquement fort bien élaborés. A majoritairement publié ses œuvres à compte d'auteur, la plupart éditées "aux dépens de l'auteur et de ses amis" (en règle générale dans de jolies éditions in-12 et in-8 sur velin ou chiffon, limitées à 200 exemplaires). 
La ville de Sens, où il est né, est souvent présente, notamment au travers de jolies évocations de la cathédrale de cette ville.
En 1948, il reçoit le prix Archon-Despérouses.